# Солканский мост
Солканский мост (словен. Solkanski most, итал. Ponte di Salcano) — арочный мост длиной 219,7 м над рекой Соча у Нова-Горицы в западной Словении (по железнодорожной терминологии это виадук). С арочным пролетом в 85 метров считается самым длинным в мире каменным арочным железнодорожным мостом (и второй по длине каменный арочный мост после немецкого автомобильного моста Фриденсбрюке). Он сохраняет этот рекорд, поскольку более поздняя технология строительства использовала для строительства мостов железобетон. Первоначально он был построен в 1900—1905 годах при Сецессионе, а официально открыт в 1906 году.

## Описание

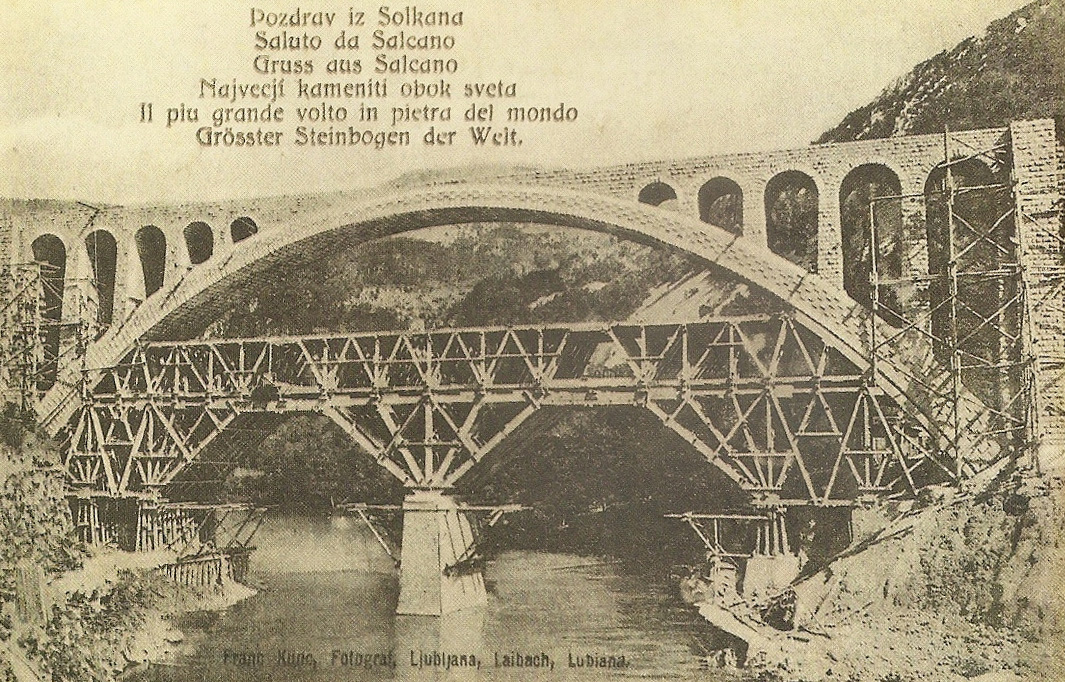
Солканский мост (фотография 1906 года) изначально имел пять дополнительных арок

Мост спроектировал архитектор Рудольф Яусснер и инженер Леопольд Эрли, изначально с 80-метровой каменной аркой, и построен между 1904 и 1905 годами. Его центральный пролет был построен венской строительной компанией «Brüder Redlich und Berger» в 1904—1905 годах, а конечные виадуки были построены итальянской строительной компанией «Sard, Lenassi & Co», зарегистрированной в Гориции для этого проекта итальянским инженером Джованни Баттиста Сардом из Турина. Первоначально на этом месте планировался стальной арочный мост, но позже было решено построить вместо него каменный мост.
Весной 1904 года строителям пришлось изменить проект из-за рыхлой почвы и удлинили арку до 85 метров. Мост построен из 4533 каменных глыб.
19 июля 1906 года торжественно открыта железнодорожная ветка от Есенице до Гориции (австрийский эрцгерцог Франц Фердинанд проехал через мост).
В августе 1916 года, во время Первой мировой войны, во время отступления из Солкана австрийские солдаты уничтожили мост (используя 930 кг экразита), чтобы помешать вторгшимся силам использовать его. После двенадцатой битвы при Изонцо австрийская армия построила стальную конструкцию на месте моста. После войны в апреле 1925 года итальянцы начали строить новый мост, который был закончен в 1927 году. Этот мост был очень похож на первый, за исключением того, что имел всего четыре дополнительные арки вместо первоначальных пяти.
Во время Второй мировой войны мост получил минимальные повреждения от бомбардировок. 10 августа 1944 года бомбы не попали в мост, а 15 марта 1945 года попавшая в мост бомба не взорвалась.